# العلاقات السريلانكية الهندوراسية
العلاقات السريلانكية الهندوراسية هي العلاقات الثنائية التي تجمع بين سريلانكا وهندوراس.

## مقارنة بين البلدين
هذه مقارنة عامة ومرجعية للدولتين:
| وجه المقارنة                                              | سريلانكا                         | هندوراس          |
| --------------------------------------------------------- | -------------------------------- | ---------------- |
| المساحة (كم2)                                             | 65.61 ألف                        | 112.49 ألف       |
| عدد السكان (نسمة)                                         | 21.44 مليون                      | 9.27 مليون       |
| الكثافة السكانية (ن./كم²)                                 | 326.78                           | 82.41            |
| العاصمة                                                   | سري جاياواردنابورا كوتي، كولمبو  | تيغوسيغالبا      |
| اللغة الرسمية                                             | اللغة السنهالية، اللغة التاميلية | اللغة الإسبانية  |
| العملة                                                    | روبية سريلانكي                   | لمبيرة هندوراسية |
| الناتج المحلي الإجمالي (بليون دولار)                      | 87.17 مليار                      | 22.98 مليار      |
| الناتج المحلي الإجمالي (تعادل القوة الشرائية) بليون دولار | 246.62 مليار                     | 41.14 مليار      |
| الناتج المحلي الإجمالي الاسمي للفرد دولار أمريكي          | 3.93 ألف                         | 2.53 ألف         |
| الناتج المحلي الإجمالي للفرد دولار أمريكي                 | 11.11 ألف                        | 4.91 ألف         |
| مؤشر التنمية البشرية                                      | 0.757                            | 0.606            |
| رمز المكالمات الدولي                                      | +94                              | +504             |
| رمز الإنترنت                                              | .lk،                             | .hn              |
| المنطقة الزمنية                                           | ت ع م+05:30                      | 00               |

## منظمات دولية مشتركة
يشترك البلدان في عضوية مجموعة من المنظمات الدولية، منها:
| علم المنظمة | اسم المنظمة                               | تاريخ انضمام سريلانكا | تاريخ انضمام هندوراس |
| ----------- | ----------------------------------------- | --------------------- | -------------------- |
|             | مؤسسة التنمية الدولية                     | 27 يونيو 1961         | 23 ديسمبر 1960       |
|             | يونسكو                                    | 14 نوفمبر 1949        | 16 ديسمبر 1947       |
|             | وكالة ضمان الاستثمار متعدد الأطراف        | 27 مايو 1988          | 30 يونيو 1992        |
|             | الأمم المتحدة                             | 14 ديسمبر 1955        | 17 ديسمبر 1945       |
|             | الاتحاد البريدي العالمي                   | ?                     | ?                    |
|             | البنك الدولي للإنشاء والتعمير             | 29 أغسطس 1950         | 27 ديسمبر 1945       |
|             | الاتحاد الدولي للاتصالات                  | 1897                  | 27 أكتوبر 1925       |
|             | منظمة حظر الأسلحة الكيميائية              | ?                     | ?                    |
|             | مؤسسة التمويل الدولية                     | 20 يوليو 1956         | 20 يوليو 1956        |
|             | المركز الدولي لتسوية المنازعات الاستشارية | 11 نوفمبر 1967        | 16 مارس 1989         |
|             | منظمة التجارة العالمية                    | ?                     | ?                    |
|             | منظمة الشرطة الجنائية الدولية             | ?                     | ?                    |

## وصلات خارجية
- موقع وزارة الخارجية السريلانكية
- موقع وزارة الخارجية الهندوراسية